# Macken (Allemagne)
Pour les articles homonymes, voir Macken.
Macken est une municipalité du Verbandsgemeinde Untermosel, dans l'arrondissement de Mayen-Coblence, en Rhénanie-Palatinat, dans l'ouest de l'Allemagne.